# طردان هلبي
الطَرَدان الهلبي (باللاتينية: Cephalaria setosa) نوع نباتي يتبع جنس الطردان من الفصيلة الخمانية (وكان سابقا ضمن الفصيلة الممشقية التي دمجت ضمن الخمانية).

## الموئل والانتشار
النبات واطن في بلاد الشام ومصر والمغرب العربي وقبرص وتركيا والقوقاز وصربيا والمجر وفرنسا.